# Díode Gunn

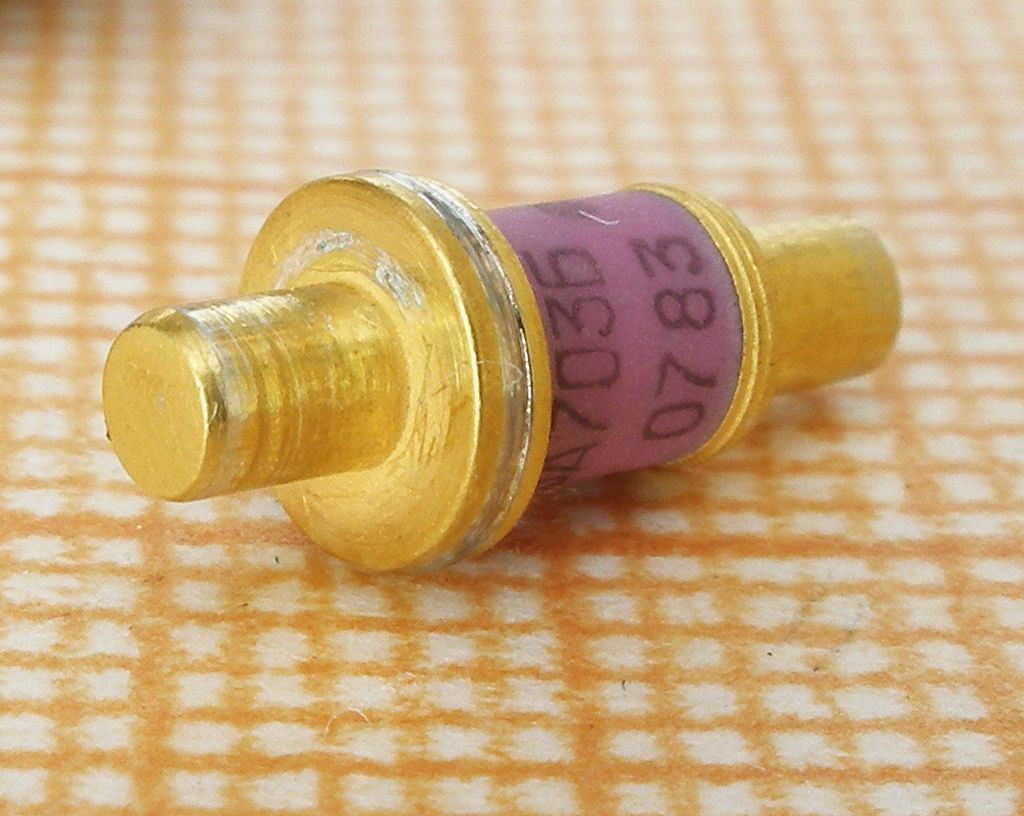
Un díode Gunn de fabricació russa.

Corba corrent-tensió (IV) d'un díode Gunn. Mostra una resistència negativa per sobre de la tensió llindar (_{llindar}V).

Un díode Gunn, també conegut com a dispositiu d'electrons transferits (amb acrònim anglès TED), és una forma de díode, un component electrònic semiconductor de dos terminals, amb resistència negativa, utilitzat en electrònica d'alta freqüència. Es basa en l'"efecte Gunn" descobert el 1962 pel físic JB Gunn. El seu ús més gran és en oscil·ladors electrònics per generar microones, en aplicacions com ara pistoles de velocitat de radar, transmissors d'enllaç de dades de relé de microones i obertura automàtica de portes.
La seva construcció interna és a diferència d'altres díodes, ja que consisteix només en material semiconductor dopat amb N, mentre que la majoria dels díodes consisteixen tant en regions dopades P com N. Per tant, condueix en ambdues direccions i no pot rectificar el corrent altern com altres díodes, per això algunes fonts no utilitzen el terme díode sinó que prefereixen TED. Al díode Gunn, existeixen tres regions: dues d'elles estan fortament dopades amb N a cada terminal, amb una fina capa de material lleugerament dopat amb n entre elles. Quan s'aplica una tensió al dispositiu, el gradient elèctric serà més gran a través de la capa mitjana prima. Si augmenta la tensió, el corrent a través de la capa augmentarà primer, però finalment, a valors de camp més alts, les propietats conductores de la capa mitjana s'alteren, augmentant la seva resistivitat i fent que el corrent caigui. Això significa que un díode Gunn té una regió de resistència diferencial negativa a la seva corba característica de corrent-tensió, en la qual un augment de la tensió aplicada provoca una disminució del corrent. Aquesta propietat li permet amplificar, funcionant com un amplificador de radiofreqüència, o esdevenir inestable i oscil·lar quan està polaritzat amb una tensió continua.
Els díodes Gunn d'arsenur de galli es fabriquen per a freqüències de fins a 200 GHz, els materials de nitrur de gal·li poden arribar fins a 3 terahertz.
L'estructura de bandes electròniques d'alguns materials semiconductors, inclòs l'arsenur de gal·li (GaAs), té una altra banda o subbanda d'energia a més de les bandes de valència i conducció que s'utilitzen habitualment en dispositius semiconductors. Aquesta tercera banda té una energia més alta que la banda de conducció normal i està buida fins que se li subministra energia per promoure-hi els electrons. L'energia prové de l'energia cinètica dels electrons balístics, és a dir, electrons de la banda de conducció però que es mouen amb una energia cinètica suficient de manera que puguin arribar a la tercera banda.